# Ariosoma marginatum
Ariosoma marginatum är en fiskart som först beskrevs av Vaillant och Sauvage, 1875.  Ariosoma marginatum ingår i släktet Ariosoma och familjen havsålar. Inga underarter finns listade i Catalogue of Life.